# Население Гомеля

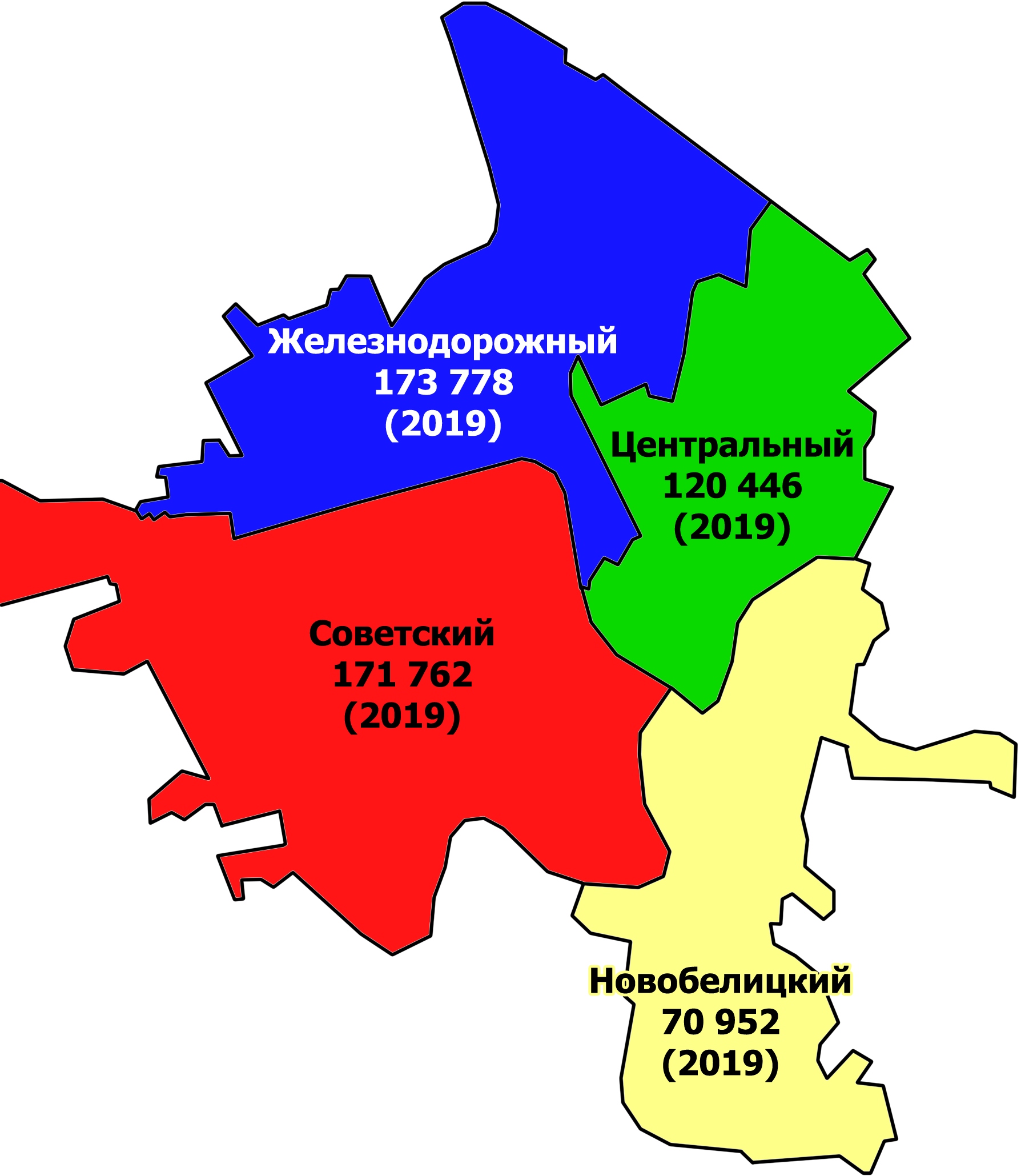
Население Гомеля по районам города

Гомель — административный центр Гомельской области — второй по численности населения город в Республике Беларусь после Минска. По состоянию на 1 января 2021 года в Гомеле проживало 507 795 человек (в 2020 году — 510 243 человека). До проведения переписи 2019 года, по данным текущего учёта, в Гомеле насчитывалось заметно больше людей — 536 938 человек на 1 января 2019 года.
На 1 января 2025 года численность населения города составила 501 193 человек.

## Численность
Численность населения Гомеля с 1939 года
| Год       | 1939    | 1959    | 1970    | 1979    | 1989    | 1996    | 2000    |
| --------- | ------- | ------- | ------- | ------- | ------- | ------- | ------- |
| Население | 139 120 | 168 270 | 272 253 | 382 785 | 500 846 | 497 400 | 485 600 |
| Год       | 2001    | 2002    | 2003    | 2004    | 2005    | 2006    | 2007    |
| Население | 487 235 | 488 139 | 486 046 | 484 502 | 483 577 | 481 976 | 480 641 |
| Год       | 2008    | 2009    | 2010    | 2011    | 2012    | 2013    | 2014    |
| Население | 482 989 | 486 488 | 493 988 | 501 312 | 507 689 | 514 968 | 521 965 |
| Год       | 2015    | 2016    | 2017    | 2018    | 2019    | 2020    | 2021    |
| Население | 526 871 | 531 356 | 535 229 | 535 693 | 536 938 | 510 243 | 507 795 |
| Год       | 2022    | 2023    | 2024    | 2025    | 2026    |         |         |
| Население | 502 893 | 501 802 | 501 102 | 501 193 |         |         |         |

- Примечание: численность населения на 2019 год дана по данным текущего учёта, на 2020 и 2021 годы — с учётом переписи населения 2019 года[9].

## Национальный состав
| Национальный состав по переписи населения 2009 года | Национальный состав по переписи населения 2009 года | Национальный состав по переписи населения 2009 года |
| Народ                                               | Численность                                         | %                                                   |
| --------------------------------------------------- | --------------------------------------------------- | --------------------------------------------------- |
| Белорусы                                            | 402 634                                             | 83,42%                                              |
| Русские                                             | 52 373                                              | 10,85%                                              |
| Украинцы                                            | 15 010                                              | 3,11%                                               |
| Евреи                                               | 1676                                                | 0,35%                                               |
| Поляки                                              | 666                                                 | 0,14%                                               |
| Цыгане                                              | 616                                                 | 0,13%                                               |
| Туркмены                                            | 334                                                 | 0,07%                                               |
| Армяне                                              | 330                                                 | 0,07%                                               |
| Азербайджанцы                                       | 249                                                 | 0,05%                                               |
| Татары                                              | 231                                                 | 0,05%                                               |
| Грузины                                             | 141                                                 | 0,03%                                               |
| Молдаване                                           | 137                                                 | 0,03%                                               |
| Арабы                                               | 131                                                 | 0,03%                                               |
| Литовцы                                             | 100                                                 | 0,02%                                               |
| Китайцы                                             | 82                                                  | 0,02%                                               |
| Немцы                                               | 79                                                  | 0,02%                                               |
| Узбеки                                              | 66                                                  | 0,01%                                               |
| Латыши                                              | 63                                                  | 0,01%                                               |
| Чуваши                                              | 51                                                  | 0,01%                                               |

По переписи населения 1959 года, национальный состав на территории Гомельского горсовета (включая Костюковку) был следующим: 
| Национальность | Численность | %      |
| -------------- | ----------- | ------ |
| Белорусы       | 100 742     | 57,66% |
| Русские        | 35 489      | 20,31% |
| Евреи          | 25 423      | 14,55% |
| Украинцы       | 11 117      | 6,36%  |
| Поляки         | 838         | 0,48%  |
| Прочие         | 1096        | 0,63%  |

По переписи населения 1939 года национальный состав Гомеля (без рабочего посёлка Костюковка, подчинённого Гомельскому горсовету) был следующим:
| Национальность | Численность | %      |
| -------------- | ----------- | ------ |
| Белорусы       | 61 030      | 43,87% |
| Евреи          | 40 880      | 29,38% |
| Русские        | 25 081      | 18,03% |
| Украинцы       | 9457        | 6,8%   |
| Прочие         | 2672        | 1,92%  |

## Рождаемость и смертность
В 2017 году в Гомеле родилось 5172 и умерло 5003 человека, в том числе 21 — в возрасте до 1 года. Коэффициент рождаемости составил 9,7 на 1000 человек, коэффициент смертности — 9,3 на 1000 человек. Рождаемость в Гомеле ниже средней по области (11,3) и по стране (10,8). В Гомельской области нет городов с более низкой рождаемостью, чем в Гомеле — только отдельные городские посёлки. Смертность в Гомеле ниже средней по области и по республике (13 и 12,6 соответственно). Из городов области уровень смертности ниже только в Жлобине (8,8) и нескольких городских посёлках. В 2018 году рождаемость в Гомеле снизилась до 8,7 на 1000 человек, смертность выросла до 9,6. Таким образом, естественный прирост населения в городе сменился убылью. В 2019 году показатели рождаемости и смертности стали 8.6 и 10.5 на 1000 человек соответственно.
| Коэффициенты рождаемости и смертности в Гомеле с 2000 года:                                     |
| Графики недоступны из-за технических проблем. См. информацию на Фабрикаторе и на mediawiki.org. |

| Год      | 2010 | 2013 | 2014 | 2015 | 2016  | 2017 | 2018 |
| -------- | ---- | ---- | ---- | ---- | ----- | ---- | ---- |
| Родилось | 5333 | 5967 | 5905 | 5990 | 5987  | 5172 | 4688 |
| Умерло   | 5470 | 5099 | 5305 | 5008 | 4950  | 5003 | 5162 |
| Сальдо   | -137 | +868 | +600 | +982 | +1037 | +169 | -474 |

## Возрастные группы
На 1 января 2018 года в Гомеле насчитывалось 85 572 человека в возрасте моложе трудоспособного (16%), 327 755 человек в трудоспособном возрасте (61,2%) и 122 366 человек в возрасте старше трудоспособного (22,8%). Доля населения в возрасте моложе трудоспособного в Гомеле самая низкая не только среди областных центров (от 16,1% в Витебске до 19,3% в Гродно), но и среди крупных городов области. Доля населения в трудоспособном возрасте приблизительно одинакова во всех областных центрах (60–62%). В Гомеле этот показатель выше, чем в среднем по области (56,6%). Помимо Гомеля, в области только в Мозыре этот показатель выше 60%. Доля населения в возрасте старше трудоспособного в Гомеле выше, чем во всех областных центрах, кроме Витебска (23,5%), и чем во многих районных центрах области, но ниже, чем в среднем по области (25,1%).

## Женщины и мужчины
На 1 января 2018 года женщины составляли 54,4% населения города (291 459 человек), мужчины — 45,6% (244 234 человека). На 1000 мужчин приходилось 1193 женщины. Превышение численности женщин над мужчинами в Гомеле выше, чем в среднем по Республике Беларусь (1147 женщин на 1000 мужчин, в том числе 1169 к 1000 для городского населения), а также выше, чем в Бресте (1162 к 1000) и Могилёве (1177 к 1000), но ниже, чем в Минске (1197 к 1000), Гродно (1203 к 1000) и Витебске (1258 к 1000).

## Миграции
В Гомель приезжает больше людей, чем выезжает из него, однако в течение 2010-х годов миграционный прирост существенно сократился (c +7318 человек в 2010 году до +295 в 2017 году).
| Год              | 2010   | 2013   | 2014   | 2015   | 2016   | 2017 |
| ---------------- | ------ | ------ | ------ | ------ | ------ | ---- |
| Прибыло в Гомель | 13 895 | 11 748 | 10 963 | 10 998 | 10 314 | 9958 |
| Выбыло из Гомеля | 6577   | 5619   | 6657   | 7495   | 7478   | 9663 |
| Сальдо           | 7318   | 6129   | 4306   | 3503   | 2836   | 295  |

## Браки и разводы
В 2017 году в Гомеле было заключено 3944 брака (7,4 в пересчёте на 1000 человек) и 1794 развода (3,4 на 1000 человек). Уровень заключения браков и разводов в Гомеле выше, чем в среднем по Гомельской области (6,9 и 3,2 соответственно). По количеству браков на душу населения Гомель уступил в 2017 году только Жлобинскому, Мозырскому, Октябрьскому и Хойникскому районам из Гомельской области, а по количеству разводов — только Жлобинскому и Светлогорскому районам (в Мозырском и Речицком районам было заключено столько же разводов в пересчёте на 1000 человек). Средний возраст вступления в первый брак по всей области — 28 лет у мужчин и 25,7 лет у женщин.
| Число браков и разводов в пересчёте на 1000 человек:                                            |
| Графики недоступны из-за технических проблем. См. информацию на Фабрикаторе и на mediawiki.org. |